# Calamagrostis diemii
Calamagrostis diemii là một loài thực vật có hoa trong họ Hòa thảo. Loài này được (Rúgolo) Soreng mô tả khoa học đầu tiên năm 2003.